# Boeschepe
Boeschepe (1793 und 1801 noch mit den Schreibweisen Boesscheppe und Boescheppe) ist eine französische Gemeinde mit 2212 Einwohnern (Stand 1. Januar 2022) im Département Nord in der Region Hauts-de-France. Sie gehört zum Arrondissement Dunkerque und ist Mitglied im Gemeindeverband Cœur de Flandre Agglo. Die Bewohner werden Boeschepois und Boeschepoises genannt. In Boeschepe wird auch Westflämisch gesprochen.

## Geografie

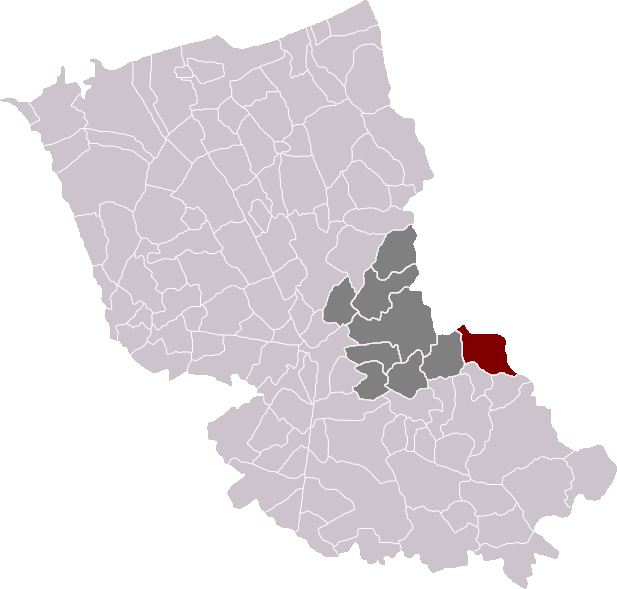
Lage von Boeschepe im Arrondissement Dunkerque

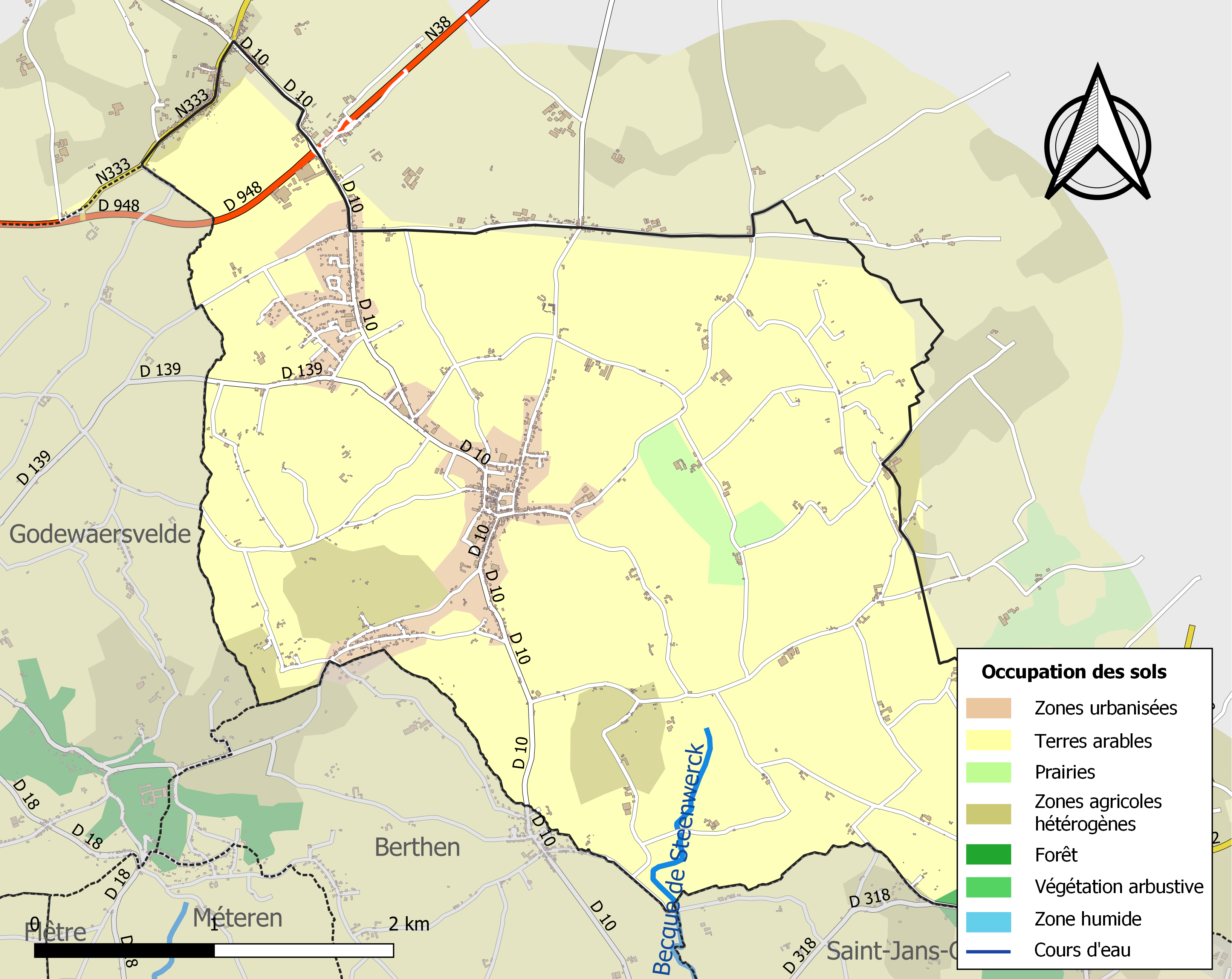
Bodennutzung, Hydrografie und Infrastruktur der Gemeinde (2018)

Boeschepe liegt in Französisch-Flandern etwa 34 Kilometer südsüdöstlich von Dünkirchen an der Grenze zu Belgien. Die Gemeinde befindet sich in der Région naturelle Houtland. Neben dem geschlossenen Siedlungsbild des Kernortes liegen im Gemeindegebiet zahlreiche verstreute Einzelhöfe sowie die Weiler und Ortsteile Abeele (französischer Teil des sich nach Belgien fortsetzenden Ortes Abele), Confiscatie, Les Cinq Chemins Verts, Mont Kokereel, Oost Houck und Steen Acker. Der überwiegend flache Nordteil der Gemeinde wird von den Flussläufen Vleterbeek und Boeschepe Beek durchzogen, die in Richtung Norden zur Yser entwässern. Das Zentrum liegt auf einer Höhe von etwa 70 m. Das Gelände fällt im Norden auf Höhen von unter 30 m ab. Im Süden und Osten erheben sich drei markante Kuppen des Westflämischen Hügellandes: der 139 m hohe Mont de Boeschepe (Boeschepeberg), der 125 m hohe Mont Kokereel (Kokereelberg) und der 152 m hohe Mont Noir (Zwarteberg). Diese Zeugenberge bilden einen Höhenrücken, der die Becken der Yser (IJzer) im Norden vom Becken der Leie (Lys) im Süden trennt.
Ein Teil des Gebiets von Boeschepe gehört zu den ZNIEFF-Naturzonen „Le Mont Noir“ (310013740) und „Mont des Cats, monts de Boeschèpe et Mont Kokereel“ (310013758). 92 % der Fläche der Gemeinde werden landwirtschaftlich genutzt, der Anteil bebauter Fläche beträgt etwa 7 % (Stand: 2018).
Nachbargemeinden von Boeschepe sind Poperinge (Belgien) im Norden, Heuvelland (Belgien) im Osten, Saint-Jans-Cappel im Südosten, Berthen im Süden sowie Godewaersvelde im Westen.

## Bevölkerungsentwicklung
| Jahr                       | 1962 | 1968 | 1975 | 1982 | 1990 | 1999 | 2006 | 2013 | 2020 |
| Einwohner                  | 2085 | 2015 | 1883 | 1747 | 1906 | 2012 | 2177 | 2183 | 2144 |
| Quellen: Cassini und INSEE |      |      |      |      |      |      |      |      |      |

Im Jahr 1906 wurde mit 2284 Bewohnern die bisher höchste Einwohnerzahl ermittelt.

## Sehenswürdigkeiten
- Kirche Saint-Martin des Bautyps Hallenkirche aus dem 15. und 16. Jahrhundert
- Pfarrkirche der Unbefleckten Empfängnis im Ortsteil Abeele
- Ondankmeulen (Le moulin de l’Ingratitude), eine aus dem Jahr 1802 stammende und seit 1958 der Gemeinde gehörende ehemalige Holländerwindmühle, seit 1977 als Monument historique eingeschrieben

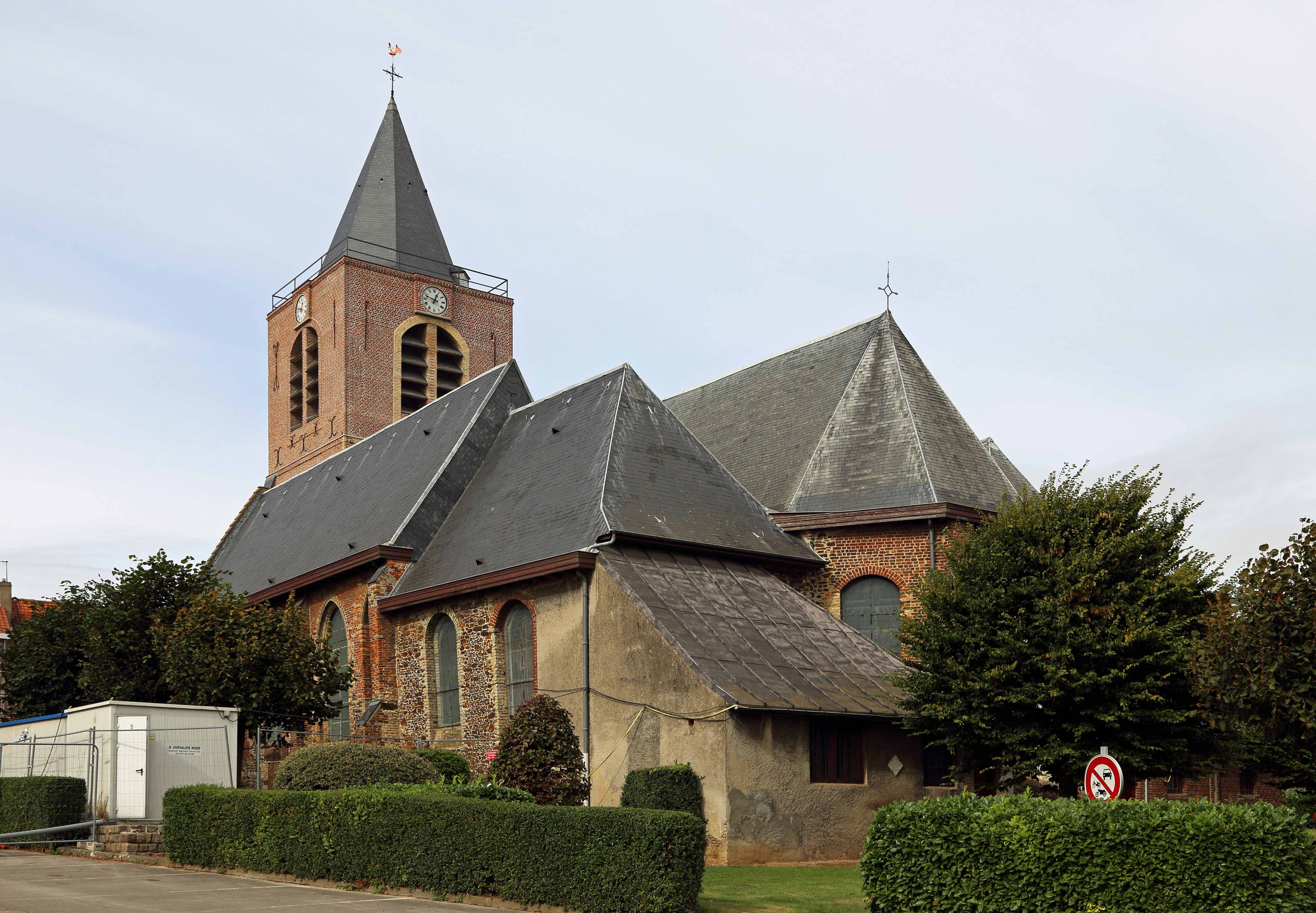
Kirche Saint-Martin
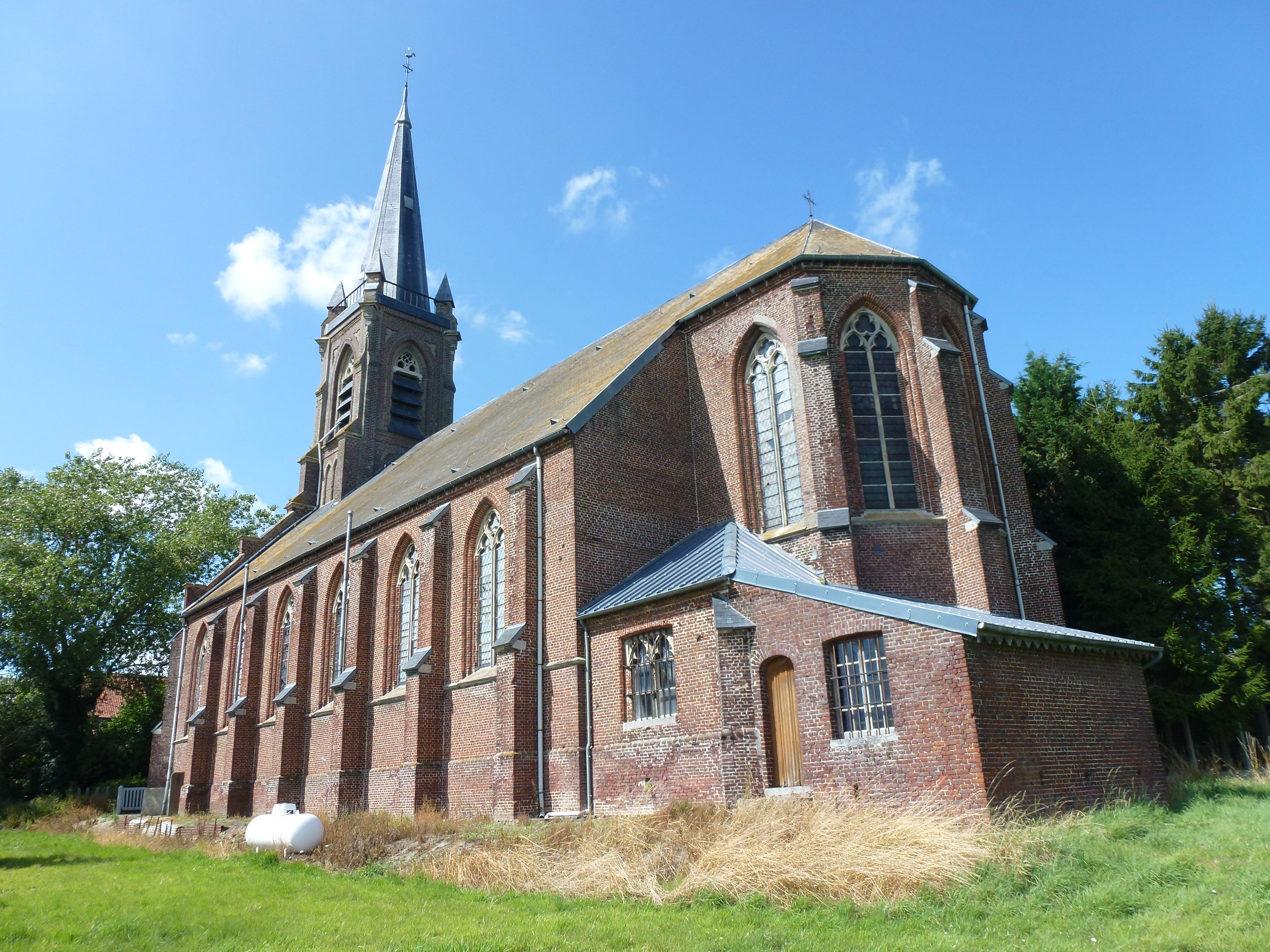
Pfarrkirche der Unbefleckten Empfängnis
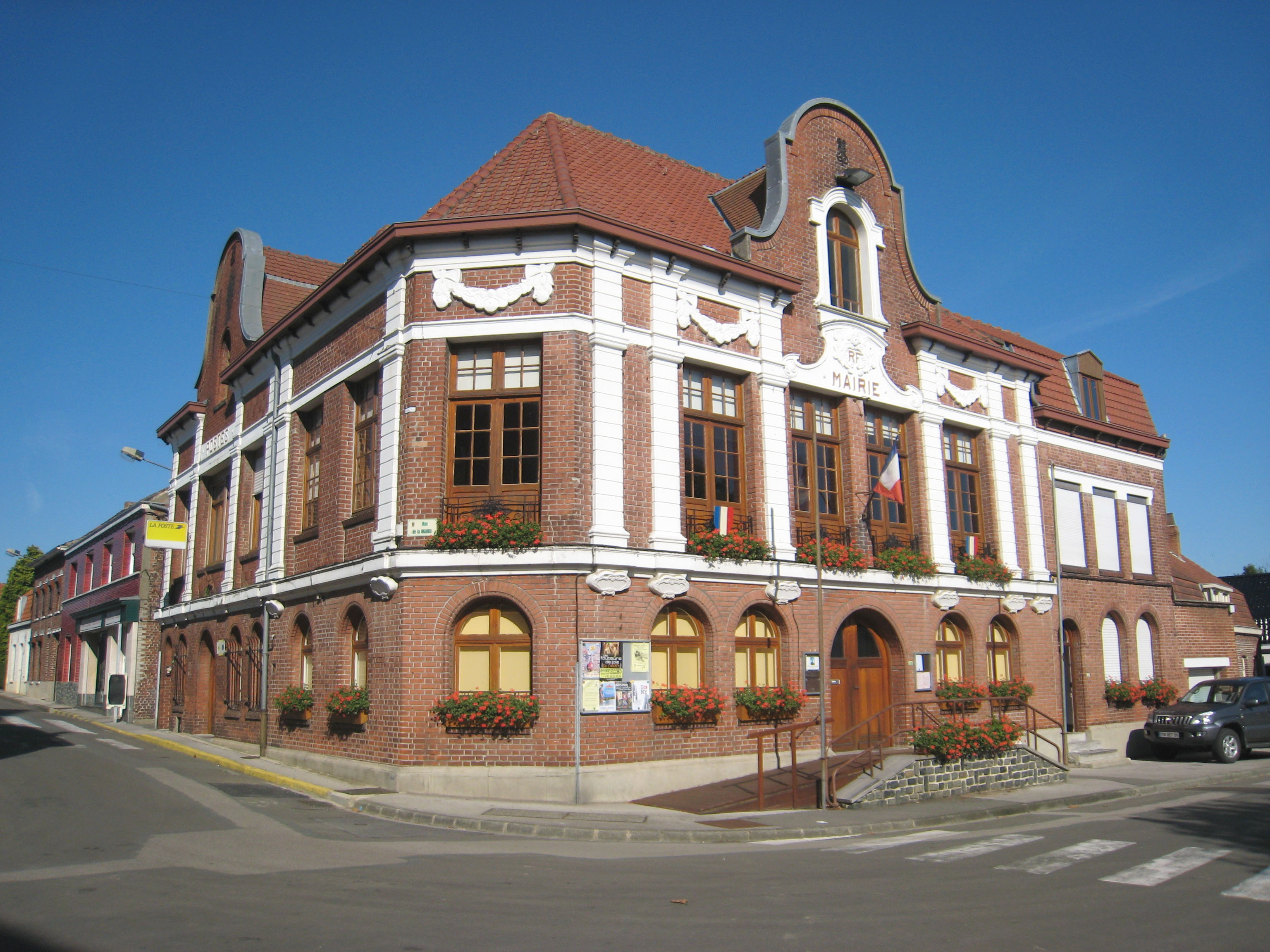
Bürgermeisteramt (Mairie)
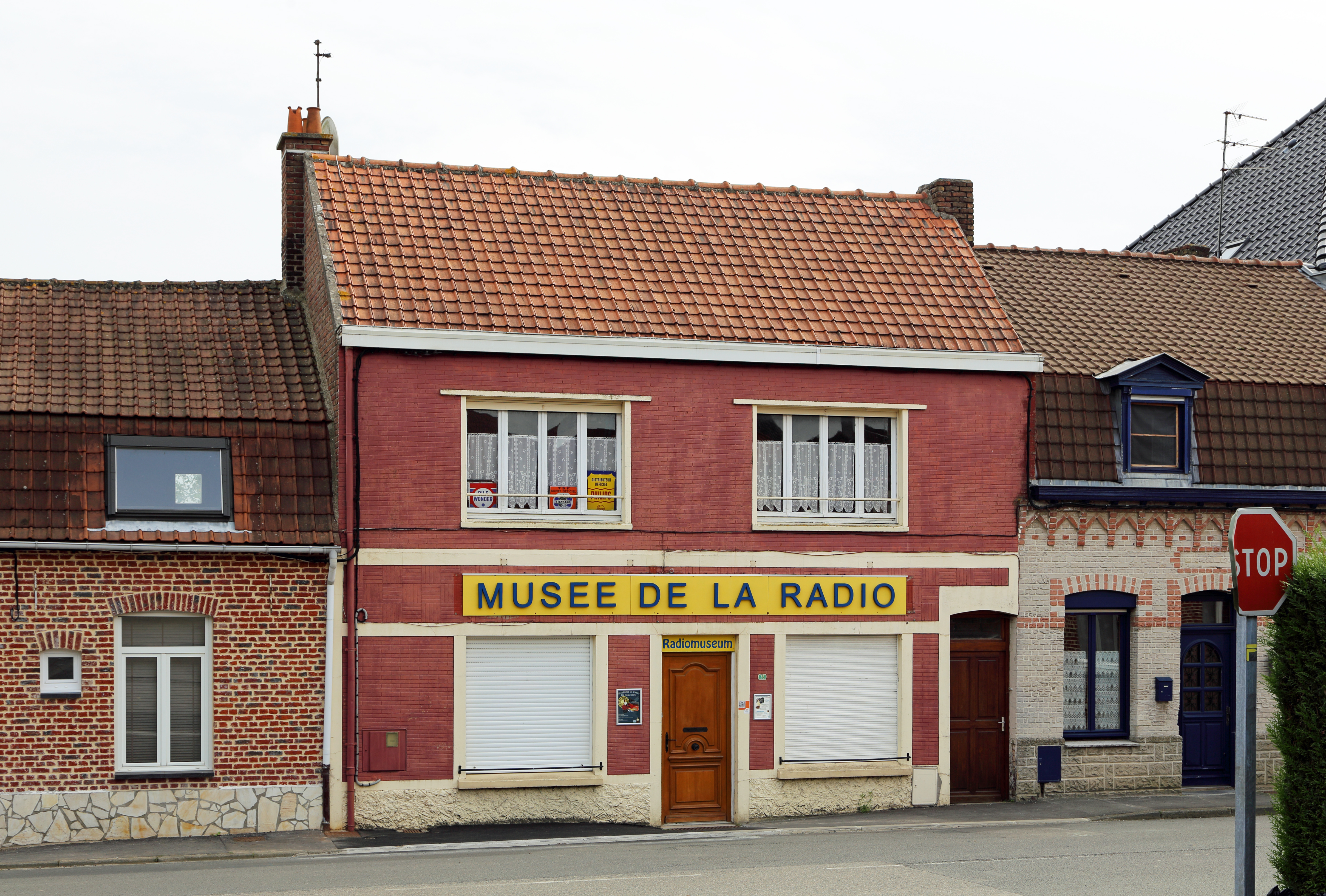
Radiomuseum
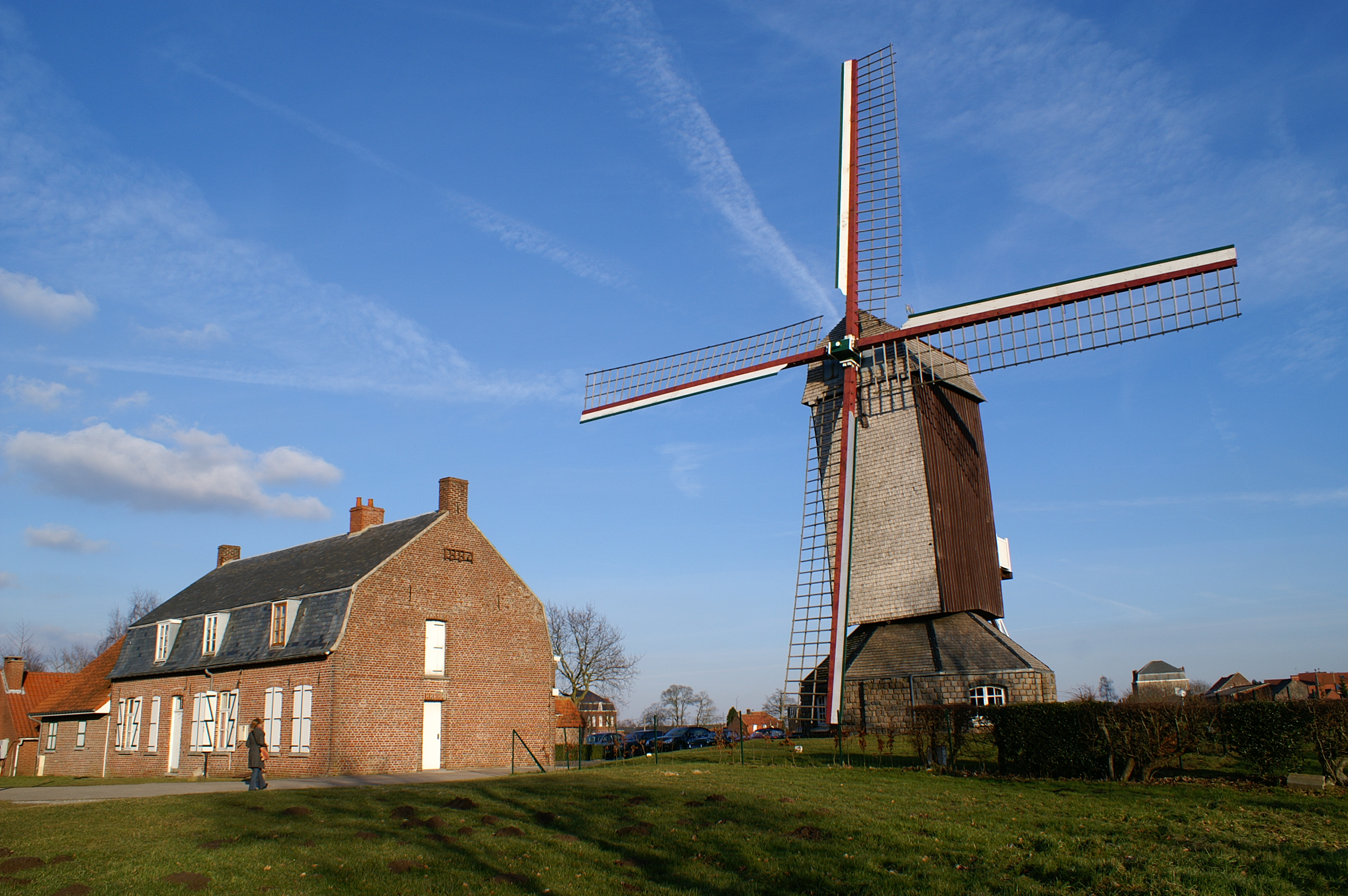
Ondankmeulen (Le moulin de l’Ingratitude) und Estaminet De Vierpot

## Folklore und Karneval
Die Géants de Boeschepe (deutsch: Riesen von Boeschepe) gehören zu den in der Region Pas-de-Calais in Nordfrankreich und im benachbarten Belgien auf Festen verbreiteten traditionellen Riesenfiguren (Géants du Nord). Seit 2005 werden die Aufführungen von der UNESCO unter dem Titel Prozessionen der Riesen und Drachen aus Belgien und Frankreich als Meisterwerke des mündlichen und immateriellen Erbes der Menschheit geführt. Die Riesenfiguren von Boeschepe heißen Djoos de Bolder (Georges le Bouleur) und Jérôme le Meunier.

## Wirtschaft und Infrastruktur
In der Gemeinde sind 59 Landwirtschaftsbetriebe ansässig (Anbau von Getreide, Kartoffeln, Obst und Gemüse, Zucht von Pferden, Rindern und Geflügel, Schweinehaltung).
Die Departementsstraße D 948, die ehemalige Route nationale 348, von Cassel nach Poperinge in Belgien führt über das nördliche Gemeindegebiet auf einer Länge von rund 700 Meter. Die nachgeordneten Departementsstraßen D 10 und D 139 sowie lokale Landstraßen verbinden das Zentrum mit den Weilern der Gemeinde und den Nachbargemeinden. Busse von zwei Linien der Transportgesellschaft Arc-en-Ciel des Départements Nord fahren nach Hazebrouck über Godewaersvelde und nach Armentières über Bailleul.

## Belege
1. ↑  Ortsname auf cassini.ehess.fr
2. ↑  Biodiversité dans les territoires - Boeschepe. Inventaire national du patrimoine naturel (INPN), abgerufen am 30. April 2024 (französisch).
3. ↑  Répartition des superficies en 15 postes d’occupation des sols (métropole). CORINE Land Cover, 2018, abgerufen am 30. April 2024 (französisch).
4. ↑  12 Géants du Nord Pas-de-Calais. In: mincoin.free.fr. Archiviert vom Original am 3. Juli 2015; abgerufen am 3. September 2022 (französisch).
5. ↑  Landwirtschaftsbetriebe auf annuaire-mairie.fr (französisch)
6. ↑  Plan du périmètre Flandres - Arc en Ciel. Arc-en-Ciel, abgerufen am 30. April 2024 (französisch).